# Laoennea carychioides
Laoennea carychioides is een slakkensoort uit de familie van de Diapheridae. De wetenschappelijke naam van de soort werd voor het eerst geldig gepubliceerd in 2020 door Páll-Gergely, A. Reischütz en Maassen.